# Avon Championships of California 1980
Avon Championships of California 1980, також відомий під назвою Avon Championships of Oakland,  — жіночий тенісний турнір, що відбувся на закритих кортах з килимовим покриттям Окленд Колізіум в Окленді (США). Належав до Avon Championships Circuit 1980. Турнір відбувся вдев'яте і тривав з 11 до 17 лютого 1980 року. Перша сіяна Мартіна Навратілова здобула титул в одиночному розряді, свій другий підряд на цьому турнірі, й отримала за це 30 тис. доларів США.

## Фінальна частина

### Одиночний розряд
Мартіна Навратілова —  Івонн Гулагонг Коулі 6–1, 7–6(7–4)
- Для Навратілової це був 5-й титул в одиночному розряді за сезон і 39-й — за кар'єру.

### Парний розряд
Сью Баркер /  Енн Кійомура —  Грір Стівенс /  Вірджинія Вейд 6–0, 6–4

## Розподіл призових грошей
| Дисципліна       | П       | F       | ПФ     | ЧФ     | 1/8    | 1/16   |
| Одиночний розряд | $30,000 | $15,000 | $7,350 | $3,500 | $1,750 | $1,000 |